# Santa Maria Magdalena del Pla del Penedès
Santa Magdalena és una església parroquial a la Plaça Major del Pla del Penedès (Alt Penedès) protegida com a bé cultural d'interès local. És un edifici d'una sola nau, amb creuer i cimbori, que descansa sobre trompes. La coberta és de volta de canó. L'absis, envoltat exteriorment per altres construccions, té tres finestres i conserva restes de pintures al fresc amb motius geomètrics. Aquestes pintures policromes estan adossades a les parets de les esqueixades de les finestres de l'absis i petites zones de les parets vora amb temàtica diversa. Dels dues absidioles originals només se'n conserva una, decorat amb bandes llombardes i arcuacions cegues a l'exterior. El campanar és de planta quadrada, amb obertures d'arc de mig punt i un rellotge a la part superior.
L'església es troba documentada des del 1080. El 1097 pertanyia a la canònica de Santa Maria de Solsona. Fou parròquia independent des del 1778. L'edifici ha sofert diverses modificacions al llarg del temps. Una de les absidioles va ser destruïda entre el 1500 i el 1600 per fer l'escala del campanar. Posteriorment van fer-se obres d'ampliació, als voltants del 1800. L'última restauració, que ha recuperat la part romànica, data del 1972.